# Okabena
Okabena – miasto w Stanach Zjednoczonych, w stanie Minnesota, w hrabstwie Jackson.